# Ministerio del Interior (Argentina)
El Ministerio del Interior de Argentina fue un organismo del Poder Ejecutivo Nacional encargado de asistir al presidente y al jefe de Gabinete en todos los aspectos relacionados con el gobierno interno y el cumplimiento de los principios constitucionales, garantizando el sistema republicano, representativo y federal. 
Los organismos dependientes del ministerio eran el Registro Nacional de las Personas, la Dirección Nacional de Migraciones, la Administración de Parques Nacionales, el Instituto Nacional de Promoción Turística, la Comisión Nacional Antidopaje y el Ente Nacional de Alto Rendimiento Deportivo.

## Competencias
De acuerdo a la ley N.º 22 520, las competencias del Ministerio del Interior incluyen «asistir al Presidente de la Nación y al Jefe de Gabinete de Ministros, en orden a sus competencias, en todo lo inherente al gobierno político interno y al ejercicio pleno de los principios y garantías constitucionales, asegurando y preservando el régimen republicano, representativo y federal…»

## Estructura
El Ministerio del Interior se organizaba de la siguiente forma:
- Unidad Gabinete de Asesores
- Secretaría de Coordinación Administrativa
  - Subsecretaría Legal
  - Subsecretaría de Gestión Administrativa
- Secretaría de Provincias y Municipios
  - Subsecretaría de Relaciones con las Provincias
  - Subsecretaría de Relaciones con los Municipios
- Secretaría de Interior
  - Subsecretaría de Interior
  - Subsecretaría de Asuntos Políticos
  - Dirección Nacional de Migraciones
  - Registro Nacional de las Personas
- Secretaría de Turismo, Ambiente y Deportes
  - Subsecretaría de Turismo
  - Subsecretaría de Ambiente
  - Subsecretaría de Deportes
  - Instituto Nacional de Promoción Turística
  - Comisión Nacional Antidopaje
  - Ente Nacional de Alto Rendimiento Deportivo
- Administración de Parques Nacionales

## Historia
El Ministerio del Interior fue uno de los cinco primeros en la historia de la Argentina. Fue creado por el Artículo 84 de la Constitución aprobada el 1 de mayo de 1853. Posteriormente, en 1856, se dictó la ley n.º 80, por la cual se establecían los cinco ministerios y sus competencias. Su primer titular fue José Benjamín Gorostiaga, que se hizo cargo de la cartera el 5 de marzo de 1854, siendo presidente de la Nación Justo José de Urquiza.
El 27 de julio de 1954, durante el segundo gobierno del general Juan Domingo Perón, entró en vigor la ley n.º 14 303, que modificó la organización de los ministerios. El Ministerio del Interior se fusionó con el Ministerio de Justicia en el Ministerio del Interior y Justicia. Esta decisión fue revertida por el presidente provisional de facto Eduardo Lonardi.
Por intermedio del DNU (decreto de necesidad y urgencia) n.º 874/2012 de la presidenta Cristina Fernández de Kirchner (publicado el 7 de junio de 2012) cambió la denominación por «Ministerio del Interior y Transporte». Este cambio reflejaba la transferencia de las competencias de transporte del Ministerio de Planificación Federal, Inversión Pública y Servicios al Ministerio del Interior.
Por medio del decreto n.º 13/2015 (publicado el 11 de diciembre de 2015), el flamante presidente Mauricio Macri creó el Ministerio del Interior, Obras Públicas y Vivienda, al tiempo que disolvió el Ministerio de Planificación Federal, Inversión Pública y Servicios. Como resultado, la gestión de la obra pública y de la vivienda pasaron al nuevo ministerio. Por otro lado, creó el Ministerio de Transporte, separando esta área del disuelto Ministerio del Interior y Transporte.
El 11 de diciembre de 2019, el presidente Alberto Fernández separó la gestión de la obra pública en el recuperado Ministerio de Obras Públicas, mientras que la gestión de la vivienda pasó al nuevo Ministerio de Desarrollo Territorial y Hábitat. Como resultado, el Ministerio del Interior recuperó su denominación original.

### Organismos dependientes
En 1938, bajo la presidencia de Roberto Marcelino Ortiz, el Poder Legislativo creó la Gendarmería Nacional, una policía militarizada federal dependiente del Ministerio del Interior y, en algunos casos especiales, del Ministerio de Guerra (ley n.º 12 367, publicada el 11 de agosto de 1938).
En 1944, por decreto n.º 17 432 del 1.º de julio de ese año del presidente de facto Edelmiro J. Farrell, el Poder Ejecutivo Nacional creó el Consejo de Reconstrucción de San Juan, dependiente del Ministerio del Interior; el mismo fue posteriormente reemplazado por el Instituto Nacional de Prevención Sísmica (en 1972).
En 1948, durante el primer gobierno del general Juan Domingo Perón, el Poder Legislativo creó el Registro Nacional de las Personas, dependiente del Ministerio del Interior (ley n.º 13 482 del 29 de septiembre de 1948). En 1949 se creó la Dirección Nacional de Migraciones (decreto n.º 2896 del 4 de febrero de 1949).
En 1961, bajo el gobierno de Arturo Frondizi, el Congreso dictó la ley n.º 15 930 (sancionada el 5 de octubre y promulgada el 10 de noviembre), por la cual el Archivo General de la Nación (AGN) pasó a depender del Ministerio del Interior.
En 1971 el gobierno de facto del general Alejandro Agustín Lanusse transfirió la Gendarmería Nacional al Comando en Jefe del Ejército, dependiente del Ministerio de Defensa (ley n.º 19 349 del 25 de noviembre de 1971).
A través de la ley n.º 24 515, sancionada el 5 de julio de 1995 y promulgada el 28 de julio del mismo año, se creó, en el ámbito del Ministerio del Interior, el Instituto Nacional contra la Discriminación, la Xenofobia y el Racismo (INADI). Luego el 7 de marzo de 2005 se lo transfirió al Ministerio de Justicia, Seguridad y Derechos Humanos (por decreto n.º 184).
Por decreto N.º 660 del 24 de junio de 1996 del presidente Carlos Saúl Menem, se transfirieron al Ministerio del Interior, la Secretaría de Seguridad y Protección a la Comunidad (que pasó a denominarse Secretaría de Seguridad Interior), la Comisión Nacional para la Promoción y Desarrollo de la Región Patagónica, la Comisión Nacional de Promoción del Desarrollo Regional del Noroeste Argentino y la Comisión Nacional de Ex-Combatientes de Malvinas, el Consejo Nacional de la Mujer, la Gendarmería Nacional Argentina, la Prefectura Naval Argentina y la Dirección Nacional de Defensa Civil.
La Gendarmería y la Prefectura fueron re-asignadas a la Secretaría de Seguridad Interior de la Presidencia de la Nación, por decreto n.º 355 del 21 de febrero de 2002. El 20 de agosto de 2004 el presidente Kirchner dictó el decreto n.º 1066 re-asignando ambas fuerzas al Ministerio del Interior nuevamente. Posteriormente, por decreto n.º 145 del 22 de febrero de 2005, se transfirió la Policía Aeronáutica Nacional al Ministerio del Interior, transformándola en la Policía de Seguridad Aeroportuaria. Luego por ley n.º 28 366, sancionada el 6 de diciembre de 2007 y promulgada el 7 de diciembre de 2007, se reestructuró el gabinete nacional; la Gendarmería, la Prefectura y la Policía Aeroportuaria fueron transferida al Ministerio de Justicia, Seguridad y Derechos Humanos.
En 2008, bajo la presidencia de Cristina Fernández de Kirchner, el Congreso creó la Agencia Nacional de Seguridad Vial, en la órbita del Ministerio del Interior (ley n.º 26 363, sancionada el 9 de abril de 2008 y promulgada el 29 del mismo mes y año).

## Sede ministerial
El Ministerio del Interior ocupa actualmente un conjunto de varios edificios que fue adquiriendo progresivamente, en la manzana delimitada por la Avenida Leandro N. Alem, la calle Teniente General Juan Domingo Perón y la 25 de Mayo, en la zona de Buenos Aires conocida como "el bajo", por la presencia de la fuerte barranca formada por el Río de la Plata.
El edificio principal tiene entrada por la calle 25 de Mayo 101, y fue proyectado por los arquitectos Eustace Laurison Conder y Roger Thomas Conder para alojar la sede administrativa del Ferrocarril Central Argentino. Fue inaugurado en el año 1901, y posee un estilo academicista que marca la influencia británica en su cúpula y el reloj que la adorna, así como en su severidad y solemnidad.
Vecino es el edificio concebido como casa matriz del Banco Germánico de la América del Sur por el arquitecto Ernesto Sackmann. En él funcionó durante años el Banco Nacional de Desarrollo, hasta su desaparición en 1993. Vecino, en 25 de Mayo 179, está el Edificio Romaguera, proyectado por los arquitectos Robert Prentice y Louis Faure Dujarric alrededor de 1910, también propiedad actualmente del Ministerio.
Alejada de este conjunto compacto, otra sede del Ministerio del Interior funciona en el edificio de Avenida de Mayo 758, proyectado por Carlos Nordmann para Manuel Quemada, en 1911. El Registro Nacional de las Personas, que depende del Ministerio del Interior, ocupa el edificio llamado Pasaje La Franco Argentina, en Diagonal Norte 671 (arquitecto Vicente Colmegna).

## Organización

### Secretarías
| Ministerio              | Secretaría Ministerial                     | Titular                 | Período                 | Período     | Partido | Partido               | Referencia |
| Ministerio              | Secretaría Ministerial                     | Titular                 | Inicio                  | Final       | Partido | Partido               | Referencia |
| ----------------------- | ------------------------------------------ | ----------------------- | ----------------------- | ----------- | ------- | --------------------- | ---------- |
| Ministerio del Interior | Secretaría de Coordinación Administrativa  | Alberto Haure           | 8 de enero de 2024      | En el cargo |         | Independiente         | [ 29 ]     |
| Ministerio del Interior | Secretaría de Provincias y Municipios      | Javier Milano Rodríguez | 8 de enero de 2024      | En el cargo |         | Independiente         | [ 29 ]     |
| Ministerio del Interior | Secretaría de Interior                     | Lisandro Catalán        | 10 de diciembre de 2023 | En el cargo |         | Independiente         | [ 30 ]     |
| Ministerio del Interior | Secretaría de Turismo, Ambiente y Deportes | Daniel Scioli           | 30 de enero de 2024     | En el cargo |         | Partido Justicialista | [ 31 ]     |